# Ministerstwo Przemysłu Drzewnego i Papierniczego
Ministerstwo Przemysłu Drzewnego i Papierniczego – polskie ministerstwo istniejące w latach 1952–1956, do którego należały sprawy przemysłów opartych na surowcu drzewnym. Minister był członkiem Rady Ministrów.

## Ustanowienie
Na podstawie dekretu z 1952 r. Rada Ministrów utworzyła urząd Ministra Przemysłu Drzewnego i Papierniczego.

## Ministrowie
W latach 1952–1956 był vacat na stanowisku ministra, dlatego kierownikiem był podsekretarz stanu (wiceminister) Jerzy Knapik.

## Zakres działania
Do zakresu urzędu Ministra Przemysłu Drzewnego i Papierniczego należały sprawy:
- przemysłu wyrobów drzewnych;
- przemysłu sklejek;
- przemysłu meblarskiego;
- przemysłu zapałczanego;
- przemysłu papierniczego;
- przemysłu materiałów biurowych.

Sprawy należące dotychczas do zakresu działania ministrów: Przemysłu Lekkiego, Przemysłu Chemicznego, Leśnictwa oraz Handlu Wewnętrznego przeszły do zakresu działania urzędu Ministra Przemysłu Drzewnego i Papiernictwa.

## Likwidacja
Na podstawie dekretu 1956 r. o utworzeniu urzędu Ministra Leśnictwa i Przemysłu Drzewnego powstał nowy urząd w miejsce zniesionego urzędu Ministra Leśnictwa oraz urzędu Ministra Przemysłu Drzewnego i Papierniczego.  